# Championnat de Belgique de football 2012-2013
Navigation
2011-2012 2013-2014
La saison 2012-2013 de la Jupiler Pro League est la 110e saison de la première division belge.
Le premier niveau du championnat oppose les seize meilleurs clubs de Belgique en une série de trente rencontres jouées durant le championnat puis de cinq à dix matchs durant des play-offs.
Le RSC Anderlecht et le SV Zulte Waregem sont à la lutte pour le titre durant toute la saison. C’est finalement lors du dernier match de la saison, opposant justement les deux clubs, que le club bruxellois remporte son 32e titre après un partage 1-1.
La Gantoise remporte les Play-Offs 2 après une phase classique très décevante. Les Gantois perdent finalement le barrage européen face au Standard, 4e des Play-Offs 1, après une victoire des Rouches 7-0 au match retour.
Les Play-Offs 3 opposent le Beerschot et le Cercle Bruges. Ce sont les Brugeois qui remportent cette série de duels, malgré leur handicap de 3 points au moment d’aborder ces Play-Offs. Le club réussira même à remporter le tour final de D2 et ainsi se maintenir au sein de l’élite.

## Participants
Seize clubs prennent part à ce championnat, soit le même nombre que lors de l'édition précédente.
Légende des couleurs
- Troisième tour de qualification pour champions de la Ligue des Champions 2012-2013
- Troisième tour de qualification pour non-champions de la Ligue des Champions 2012-2013
- Tour de barrages de la Ligue Europa 2012-2013
- Troisième tour de qualification de la Ligue Europa 2012-2013
- Deuxième tour de qualification de la Ligue Europa 2012-2013
- Promu de Division 2

| Club                   | Dernière montée | Classement 2011-2012 | Entraîneur                                                        | Depuis | Stade                          | Capacité théorique |
| ---------------------- | --------------- | -------------------- | ----------------------------------------------------------------- | ------ | ------------------------------ | ------------------ |
| RSC Anderlecht         | 1935            | 1                    | John van den Brom                                                 | 2012   | Constant Vanden Stock          | 21 500             |
| Club Bruges KV         | 1959            | 2                    | Georges Leekens (04/11/12) Juan Carlos Garrido                    | 2012   | Jan Breydelstadion             | 29 975             |
| K. RC Genk             | 1996            | 3                    | Mario Been                                                        | 2011   | Cristal Arena                  | 23 624             |
| K. AA Gent             | 1989            | 4                    | Trond Sollied (23/10/12) Bob Peeters (03/01/13) Víctor Fernández  | 2013   | Jules Ottenstadion             | 12 919             |
| R. Standard de Liège   | 1921            | 5                    | Ron Jans (22/10/12) Mircea Rednic                                 | 2012   | Stade Maurice Dufrasne         | 26 659             |
| KV Courtrai            | 2008            | 6                    | Hein Vanhaezebrouck                                               | 2010   | Guldensporenstadion            | 9 500              |
| Cercle Bruges K. SV    | 2003            | 7                    | Bob Peeters (27/10/12) Foeke Booy (03/04/13) Lorenzo Staelens     | 2013   | Jan Breydelstadion             | 29 975             |
| K. SC Lokeren          | 1996            | 8                    | Peter Maes                                                        | 2010   | Daknamstadion                  | 9 271              |
| KV Malines             | 2007            | 9                    | Harm Van Veldhoven                                                | 2012   | Argosstadion Achter de Kazerne | 13 123             |
| R. AEC Mons            | 2011            | 10                   | Enzo Scifo                                                        | 2012   | Stade Charles Tondreau         | 12 662             |
| K. Beerschot AC        | 1989            | 11                   | Adrie Koster (29/11/12) Wim De Corte (22/01/13) Jacky Mathijssen  | 2013   | Kielstadion                    | 12 400             |
| K. Lierse SK           | 2010            | 12                   | Chris Janssens (12/11/12) Hany Ramzy                              | 2012   | Herman Vanderpoortenstadion    | 14 538             |
| SV Zulte-Waregem       | 2005            | 13                   | Francky Dury                                                      | 2011   | Regenboogstadion               | 8 500              |
| OH Louvain             | 2011            | 14                   | Ronny Van Geneugden                                               | 2010   | Den Dreef                      | 10 000             |
| R. Charleroi SC        | 2012            | 1 (D2)               | Yannick Ferrera (14/02/13) Luka Peruzović (18/03/13) Mario Notaro | 2013   | Stade du Pays de Charleroi     | 24 891             |
| K. RS Waasland-Beveren | 2012            | 2 (D2)               | Dirk Geeraerd (18/11/12) Glen De Boeck                            | 2012   | Freethiel                      | 12 930             |

### Localisations
| \| Anderlecht Genk Club Bruges AA Gent Lokeren Standard Cercle Brugge Mechelen Kortrijk Z-Waregem Beerschot Lierse OH Leuven Mons Charleroi Beveren \| Localisation des clubs engagés en Division 1 2012-2013 |
| Anderlecht Genk Club Bruges AA Gent Lokeren Standard Cercle Brugge Mechelen Kortrijk Z-Waregem Beerschot Lierse OH Leuven Mons Charleroi Beveren                                                              |

## Championnat

### Classement
Le classement est calculé avec le barème de points suivant : une victoire vaut trois points, le match nul un. La défaite ne rapporte aucun point. À la fin de cette saison, le champion de Belgique est qualifié directement pour la phase des groupes de la Ligue des Champions 2013-2014.
 
Critères de départage en cas d'égalité de points :
1. plus grand nombre de victoires
2. plus grande « différence de buts générale »
3. plus grand nombre de buts marqués
4. plus grand nombre de buts marqués en déplacement.

mis à jour le 17 mars 2013
| Rang | Équipe                 | Pts | J  | G  | N  | P  | Bp | Bc | Diff |
| ---- | ---------------------- | --- | -- | -- | -- | -- | -- | -- | ---- |
| 1    | R. SC Anderlecht T S   | 67  | 30 | 20 | 7  | 3  | 69 | 27 | +42  |
| 2    | SV Zulte-Waregem       | 63  | 30 | 19 | 6  | 5  | 49 | 29 | +20  |
| 3    | K. RC Genk C           | 55  | 30 | 15 | 10 | 5  | 63 | 40 | +23  |
| 4    | Club Brugge KV VC      | 54  | 30 | 15 | 9  | 6  | 66 | 43 | +23  |
| 5    | K. SC Lokeren O-Vl.    | 51  | 30 | 14 | 9  | 7  | 53 | 38 | +15  |
| 6    | R. Standard de Liège   | 50  | 30 | 15 | 5  | 10 | 54 | 33 | +21  |
| 7    | RAEC Mons              | 44  | 30 | 13 | 5  | 12 | 48 | 53 | -5   |
| 8    | YR KV Mechelen         | 41  | 30 | 12 | 5  | 13 | 44 | 42 | +2   |
| 9    | KV Kortrijk            | 39  | 30 | 11 | 6  | 13 | 31 | 30 | +1   |
| 10   | OH Leuven              | 36  | 30 | 8  | 12 | 10 | 46 | 51 | -5   |
| 11   | R. Charleroi SC        | 34  | 30 | 10 | 4  | 16 | 30 | 49 | -19  |
| 12   | K. AA Gent             | 34  | 30 | 8  | 10 | 12 | 33 | 40 | -7   |
| 13   | K. RS Waasland-Beveren | 30  | 30 | 7  | 9  | 14 | 28 | 49 | -21  |
| 14   | K. Lierse SK           | 26  | 30 | 5  | 11 | 14 | 28 | 53 | -25  |
| 15   | K. Beerschot AC        | 23  | 30 | 6  | 5  | 19 | 31 | 61 | -30  |
| 16   | Cercle Brugge K. SV    | 14  | 30 | 3  | 5  | 22 | 30 | 65 | -35  |

Légende
- Qualifiés pour les play-offs 1
- Qualifiés pour les play-offs 2
- Qualifiés pour les play-offs 3

Abréviations
T : Tenant du titre

VC : Vice-champion 2011-2012

C : Vainqueur de la Coupe de Belgique 2012-2013

S : Vainqueur de la Supercoupe de Belgique 2012

 : Promus de Division 2 depuis la saison précédente

### Matchs
| Résultats (▼dom., ►ext.)                                   | AND | CLU | RCG | AAG | STA | KOR | CSB | LOK | KVM | MON | BEE | LIE | Z-W | OHL | CHA | WAA |
| R. SC Anderlecht                                           |     | 6-1 | 2-2 | 5-0 | 2-2 | 1-0 | 2-1 | 3-0 | 1-0 | 2-1 | 1-0 | 4-1 | 0-1 | 2-1 | 2-0 | 2-0 |
| Club Brugge KV                                             | 2-2 |     | 1-1 | 0-0 | 4-2 | 0-0 | 4-0 | 2-3 | 1-1 | 2-0 | 3-1 | 3-0 | 0-1 | 3-1 | 1-0 | 3-1 |
| K. RC Genk                                                 | 2-4 | 4-1 |     | 3-2 | 0-2 | 2-0 | 3-3 | 1-0 | 2-1 | 5-1 | 3-0 | 4-1 | 2-0 | 1-1 | 3-1 | 1-1 |
| K. AA Gent                                                 | 1-1 | 2-2 | 1-2 |     | 0-0 | 0-1 | 2-0 | 2-1 | 0-2 | 2-0 | 2-1 | 2-0 | 0-1 | 1-1 | 1-2 | 0-2 |
| R. Standard de Liège                                       | 2-1 | 1-3 | 0-0 | 1-2 |     | 2-0 | 2-1 | 0-2 | 3-2 | 0-1 | 3-0 | 3-0 | 0-1 | 2-0 | 6-1 | 3-1 |
| KV Kortrijk                                                | 1-1 | 1-1 | 1-1 | 1-0 | 2-1 |     | 3-1 | 2-3 | 2-1 | 0-1 | 4-0 | 4-1 | 1-2 | 0-0 | 0-1 | 2-1 |
| Cercle Brugge K. SV                                        | 0-3 | 0-3 | 3-1 | 2-2 | 0-1 | 1-2 |     | 0-1 | 1-2 | 1-3 | 3-1 | 0-3 | 1-2 | 1-1 | 1-0 | 2-2 |
| K. SC Lokeren O-Vl.                                        | 0-2 | 1-1 | 3-4 | 2-2 | 2-1 | 0-1 | 3-0 |     | 2-1 | 2-2 | 1-0 | 2-2 | 1-1 | 2-2 | 1-1 | 2-0 |
| YR KV Mechelen                                             | 1-4 | 3-3 | 2-1 | 1-0 | 0-2 | 0-2 | 2-0 | 2-1 |     | 3-0 | 0-2 | 3-0 | 2-3 | 1-2 | 4-2 | 0-1 |
| R. AEC Mons                                                | 0-5 | 1-3 | 1-5 | 0-2 | 3-1 | 1-0 | 3-2 | 1-2 | 2-3 |     | 1-0 | 1-1 | 1-1 | 5-2 | 2-3 | 3-0 |
| K Beerschot AC                                             | 1-4 | 1-7 | 0-2 | 2-2 | 3-2 | 2-1 | 3-1 | 2-4 | 0-2 | 0-0 |     | 1-3 | 1-1 | 1-3 | 2-0 | 1-2 |
| K. Lierse SK                                               | 1-1 | 3-2 | 1-1 | 2-0 | 0-0 | 1-0 | 1-1 | 1-1 | 0-2 | 0-3 | 1-3 |     | 1-4 | 1-1 | 0-1 | 0-0 |
| SV Zulte-Waregem                                           | 2-3 | 1-2 | 3-2 | 3-1 | 0-0 | 2-0 | 3-1 | 0-3 | 1-1 | 2-4 | 0-0 | 2-0 |     | 2-1 | 4-1 | 2-0 |
| Oud-Herverlee Leuven                                       | 1-1 | 4-1 | 2-2 | 0-4 | 0-4 | 0-0 | 3-2 | 2-6 | 3-1 | 1-3 | 1-1 | 2-2 | 0-1 |     | 1-0 | 5-2 |
| R. Charleroi SC                                            | 2-0 | 0-1 | 1-2 | 1-1 | 2-6 | 2-0 | 2-1 | 0-2 | 1-1 | 1-2 | 1-0 | 1-0 | 0-1 | 0-4 |     | 3-0 |
| KV RS Waasland-Beveren                                     | 1-2 | 2-6 | 1-1 | 0-2 | 0-2 | 1-0 | 2-0 | 0-0 | 0-0 | 2-2 | 3-2 | 1-1 | 0-2 | 2-0 | 0-0 |     |
| - Victoire à domicile - Match nul - Victoire à l'extérieur |     |     |     |     |     |     |     |     |     |     |     |     |     |     |     |     |

### Journée par journée
Dernière mise à jour : 16 mars 2013
Leader au classement journée par journée
Évolution du classement par club
| Club/Journée | 1  | 2  | 3  | 4  | 5  | 6  | 7  | 8  | 9  | 10 | 11 | 12 | 13 | 14 | 15 | 16 | 17 | 18 | 19 | 20 | 21 | 22 | 23 | 24 | 25 | 26 | 27 | 28 | 29 | 30 |
| ------------ | -- | -- | -- | -- | -- | -- | -- | -- | -- | -- | -- | -- | -- | -- | -- | -- | -- | -- | -- | -- | -- | -- | -- | -- | -- | -- | -- | -- | -- | -- |
| RSCA         | 9  | 7  | 1  | 2  | 2  | 2  | 3  | 2  | 2  | 3  | 2  | 3  | 2  | 2  | 1  | 1  | 1  | 1  | 1  | 1  | 1  | 1  | 1  | 1  | 1  | 1  | 1  | 1  | 1  | 1  |
| CLB          | 4  | 1  | 2  | 1  | 1  | 1  | 1  | 1  | 1  | 1  | 1  | 2  | 4  | 8  | 8  | 5  | 5  | 6  | 6  | 4  | 3  | 3  | 4  | 4  | 5  | 3  | 4  | 4  | 4  | 4  |
| GEN          | 7  | 9  | 6  | 7  | 6  | 7  | 6  | 4  | 3  | 4  | 3  | 4  | 5  | 3  | 3  | 4  | 4  | 4  | 3  | 5  | 6  | 6  | 6  | 6  | 6  | 5  | 3  | 3  | 3  | 3  |
| GAN          | 5  | 8  | 9  | 6  | 4  | 3  | 4  | 3  | 5  | 6  | 7  | 7  | 9  | 10 | 10 | 10 | 10 | 10 | 11 | 11 | 12 | 12 | 12 | 13 | 12 | 12 | 12 | 11 | 11 | 12 |
| STA          | 11 | 11 | 8  | 4  | 3  | 4  | 7  | 10 | 12 | 9  | 12 | 10 | 8  | 7  | 7  | 9  | 7  | 5  | 5  | 3  | 5  | 5  | 5  | 5  | 4  | 6  | 5  | 5  | 5  | 6  |
| COU          | 9  | 6  | 10 | 11 | 8  | 6  | 5  | 9  | 6  | 5  | 4  | 5  | 7  | 5  | 5  | 6  | 6  | 7  | 7  | 7  | 7  | 8  | 7  | 8  | 7  | 7  | 8  | 9  | 9  | 9  |
| CEB          | 7  | 10 | 15 | 14 | 16 | 16 | 16 | 16 | 16 | 16 | 16 | 16 | 15 | 16 | 16 | 15 | 16 | 16 | 16 | 16 | 16 | 16 | 16 | 16 | 16 | 16 | 16 | 16 | 16 | 16 |
| LOK          | 2  | 4  | 7  | 5  | 7  | 9  | 8  | 8  | 10 | 11 | 9  | 8  | 6  | 4  | 4  | 3  | 3  | 3  | 4  | 6  | 4  | 3  | 3  | 3  | 3  | 4  | 6  | 6  | 6  | 5  |
| MAL          | 2  | 5  | 5  | 9  | 11 | 13 | 11 | 7  | 8  | 12 | 10 | 9  | 11 | 11 | 11 | 11 | 11 | 11 | 10 | 10 | 10 | 9  | 8  | 7  | 8  | 8  | 7  | 7  | 8  | 8  |
| MON          | 1  | 3  | 4  | 8  | 11 | 8  | 10 | 12 | 9  | 10 | 8  | 11 | 10 | 9  | 9  | 7  | 9  | 8  | 8  | 8  | 8  | 7  | 9  | 9  | 9  | 9  | 9  | 8  | 7  | 7  |
| BEE          | 12 | 15 | 14 | 15 | 13 | 10 | 9  | 5  | 7  | 7  | 11 | 12 | 12 | 12 | 12 | 12 | 12 | 12 | 12 | 14 | 14 | 14 | 15 | 14 | 15 | 15 | 14 | 15 | 15 | 15 |
| LSK          | 15 | 13 | 12 | 13 | 9  | 11 | 12 | 11 | 13 | 13 | 14 | 14 | 14 | 14 | 14 | 13 | 13 | 14 | 15 | 15 | 15 | 15 | 14 | 15 | 14 | 14 | 15 | 14 | 14 | 14 |
| Z-W          | 6  | 1  | 3  | 2  | 5  | 5  | 2  | 6  | 4  | 2  | 5  | 1  | 1  | 1  | 2  | 2  | 2  | 2  | 2  | 2  | 2  | 2  | 2  | 2  | 2  | 2  | 2  | 2  | 2  | 2  |
| OHL          | 16 | 14 | 13 | 10 | 10 | 12 | 14 | 13 | 11 | 8  | 6  | 6  | 3  | 6  | 6  | 8  | 8  | 9  | 9  | 9  | 9  | 10 | 10 | 10 | 10 | 10 | 10 | 10 | 10 | 10 |
| CHA          | 12 | 15 | 11 | 12 | 14 | 15 | 13 | 14 | 14 | 14 | 13 | 13 | 13 | 13 | 13 | 14 | 14 | 13 | 13 | 12 | 11 | 11 | 11 | 11 | 11 | 11 | 11 | 12 | 12 | 11 |
| W-B          | 14 | 12 | 16 | 16 | 15 | 14 | 15 | 15 | 15 | 15 | 15 | 15 | 16 | 15 | 15 | 16 | 15 | 15 | 14 | 13 | 13 | 13 | 13 | 12 | 13 | 13 | 13 | 13 | 13 | 13 |

Légende des couleurs
- Troisième tour de qualification pour champions de la Ligue des Champions 2012-2013
- Troisième tour de qualification pour non-champions de la Ligue des Champions 2012-2013
- Tour de barrages de la Ligue Europa 2012-2013
- Troisième tour de qualification de la Ligue Europa 2012-2013
- Deuxième tour de qualification de la Ligue Europa 2012-2013
- Promu de Division 2
- Qualification pour les play-offs 1
- Qualification pour les play-offs 2
- Qualification pour le play-offs 3

## Play-offs 1
Ce groupe oppose les six premiers du classement à l'issue du championnat. Chaque club reçoit la moitié de ses points, arrondie à l'unité supérieure. Ensuite, les critères pour départager 2 équipes à égalité de points sont : 
- l'arrondi supérieur ou inférieur (une équipe ayant bénéficié du "demi-point" d'arrondi le "perd" en cas d'égalité)
- le plus grand nombre de victoires
- la meilleure différence de buts
- le plus grand nombre de buts marqués.

| Rang | Équipe              | Pts | J  | G | N | P | Bp | Bc | Diff |  | Résultats (▼ dom., ► ext.) | AND | Z-W | FCB | STA | RCG | LOK |
| ---- | ------------------- | --- | -- | - | - | - | -- | -- | ---- |  | -------------------------- | --- | --- | --- | --- | --- | --- |
| 1    | R. SC Anderlecht* T | 49  | 10 | 4 | 3 | 3 | 16 | 11 | +5   |  | R. SC Anderlecht* T        |     | 1-1 | 1-1 | 2-0 | 1-2 | 3-0 |
| 2    | Zulte Waregem*      | 47  | 10 | 4 | 3 | 3 | 20 | 20 | 0    |  | Zulte Waregem*             | 2-1 |     | 5-2 | 3-4 | 0-4 | 1-1 |
| 3    | Club Brugge KV      | 46  | 10 | 6 | 1 | 3 | 21 | 17 | +4   |  | Club Brugge KV             | 2-1 | 3-4 |     | 0-2 | 1-0 | 2-1 |
| 4    | Standard de Liège   | 42  | 10 | 5 | 2 | 3 | 18 | 17 | +1   |  | Standard de Liège          | 0-0 | 1-0 | 2-4 |     | 3-0 | 4-3 |
| 5    | KRC Genk* C         | 40  | 10 | 3 | 3 | 4 | 11 | 12 | -1   |  | KRC Genk* C                | 1-2 | 1-1 | 0-2 | 1-1 |     | 2-1 |
| 6    | KSC Lokeren*        | 31  | 10 | 1 | 2 | 7 | 15 | 24 | -9   |  | KSC Lokeren*               | 2-4 | 2-3 | 1-4 | 4-1 | 0-0 |     |

* Équipe ayant bénéficié du demi-point d'arrondi supérieur
Légende
- Ligue des Champions 2013-2014, phase de groupes
- Ligue des Champions 2013-2014, troisième tour de qualification pour non-champions
- Ligue Europa 2013-2014, barrages
- Ligue Europa 2013-2014, troisième tour de qualification
- Test-match pour la Ligue Europa contre le vainqueur des play-offs 2

### Journée par journée
Leader au classement journée par journée

## Play-offs 2
Ces play-offs 2 opposent les clubs classés de la 7e à la 14e place à la fin de la saison régulière. Le vainqueur des play-offs 2 affronte le dernier club pouvant recevoir une place en Ligue Europa : le 4e des play-offs 1 dans un test-match.
Règles de départage : points, victoires, différence de buts, buts marqués, buts marqués à l'extérieur, victoires à l'extérieur, match de barrage.
| Rang | Équipe       | Pts | J | G | N | P | Bp | Bc | Diff |
| ---- | ------------ | --- | - | - | - | - | -- | -- | ---- |
| 1    | K. AA Gent   | 14  | 6 | 4 | 2 | 0 | 9  | 3  | +6   |
| 2    | RAEC Mons    | 10  | 6 | 3 | 1 | 2 | 7  | 8  | -1   |
| 3    | KV Kortrijk  | 5   | 6 | 1 | 2 | 3 | 4  | 6  | -2   |
| 4    | K. Lierse SK | 4   | 6 | 1 | 1 | 4 | 5  | 8  | -3   |

| Résultats (▼dom., ►ext.) | MON | KOR | AAG | LSK |
| RAEC Mons                |     | 2-1 | 1-1 | 2-1 |
| KV Kortrijk              | 3-0 |     | 0-0 | 0-3 |
| K. AA Gent               | 2-1 | 1-0 |     | 3-0 |
| K. Lierse SK             | 0-1 | 0-0 | 1-2 |     |

| Rang | Équipe                   | Pts | J | G | N | P | Bp | Bc | Diff |
| ---- | ------------------------ | --- | - | - | - | - | -- | -- | ---- |
| 1    | OH Leuven                | 10  | 6 | 3 | 1 | 2 | 9  | 8  | +1   |
| 2    | YR KV Mechelen           | 10  | 6 | 3 | 1 | 2 | 7  | 8  | -1   |
| 3    | R. Charleroi SC P        | 7   | 6 | 1 | 4 | 1 | 5  | 3  | +2   |
| 4    | K. RS Waasland-Beveren P | 5   | 6 | 1 | 2 | 3 | 3  | 7  | -4   |

| Résultats (▼dom., ►ext.) | KVM | OHL | CHA | W-B |
| YR KV Mechelen           |     | 1-5 | 0-0 | 2-0 |
| OH Leuven                | 0-3 |     | 0-0 | 3-1 |
| R. Charleroi SC          | 1-2 | 3-0 |     | 1-1 |
| K. RS Waasland-Beveren   | 1-0 | 0-1 | 0-0 |     |

### Rencontres des vainqueurs de groupe
| 11 mai 2013 | OH Leuven        | 1-4   | K. AA Gent                                                                          |                 |                 |
|             | Bjorn Ruytinx 2e | (1-2) | 20e Yaya Soumahoro · 35e Hervé Kage · 60e Hannes van der Bruggen · 83e Ilombe Mboyo | Stade Den Dreef | Stade Den Dreef |

| 18 mai 2013 | K. AA Gent                                                               | 4-1   | OH Leuven            |                   |                   |
|             | Jorge López Montaña 5e 43e · Christian Brüls 72e · Elimane Coulibaly 83e | (2-0) | 59e Ebrahima Sawaneh | Stade Jules Otten | Stade Jules Otten |

## Test-match pour laLigue Europa
| 23 mai 2013  | K. AA Gent | 1-0   | Standard de Liège |                                                                 |                                                                 |
| 20h30 (CEST) | Mboyo 83e  | (0-0) |                   | Stade Jules Otten Spectateurs : 6 190 Arbitrage : Johan Verbist | Stade Jules Otten Spectateurs : 6 190 Arbitrage : Johan Verbist |

| 26 mai 2013  | Standard de Liège                                                                  | 7-0   | K. AA Gent |                                                                        |                                                                        |
| 14h30 (CEST) | Batshuayi 4e · Bulot 15e · Mpoku 35e · Mpoku 40e · Reza 73e · Mpoku 79e · Reza 82e | (4-0) |            | Stade Maurice Dufrasne Spectateurs : 20 582 Arbitrage : Serge Gumienny | Stade Maurice Dufrasne Spectateurs : 20 582 Arbitrage : Serge Gumienny |

## Play-offs 3
Les clubs qui terminent aux 15e et 16e places de la saison régulière s'affrontent lors d'un mini-championnat de cinq matchs, ce qui ne les laisse plus inactifs comme lors de la saison 2009-2010. Le 15e débute ces matchs avec un avantage de 3 points et bénéfice de trois matchs à domicile : le 1er, le 3e et le 5e. Le gagnant de ce mini-championnat joue les barrages contre des clubs de D2. Le perdant descend directement en D2.
Leader des Play-offs 3 journée par journée
| Rang | Équipe              | Pts | J | G | N | P | Bp | Bc | Diff |  | Résultats (▼ dom., ► ext.) | CEB | BEE | CEB | BEE | CEB  |
| ---- | ------------------- | --- | - | - | - | - | -- | -- | ---- |  | -------------------------- | --- | --- | --- | --- | ---- |
| 1    | Cercle Brugge K. SV | 9   | 4 | 3 | 0 | 1 | 5  | 3  | +2   |  | K. Beerschot AC            | 1-0 |     | 1-2 |     | N.J. |
| 2    | K. Beerschot AC,    | 6   | 4 | 1 | 0 | 3 | 3  | 5  | -2   |  | Cercle Brugge K. SV        |     | 1-0 |     | 2-1 |      |

Règles de départage : points, victoires (les  autres critères habituels sont inutiles vu qu'avec le bonus de 3 points, il est impossible d'avoir le même nombre de points et de victoires).
- Qualification pour le tour final de deuxième division 2012-2013
- Relégation en deuxième division

## Statistiques

### Meilleurs buteurs
Le classement des meilleurs buteurs comptabilise uniquement les goals inscrits durant la phase classique et les plays-off. Les buts marqués durant les matchs de barrage ne sont pas pris en compte.
| Rang | Nom               | Nationalité | Équipe            | Buts | Penalties | Matchs |
| ---- | ----------------- | ----------- | ----------------- | ---- | --------- | ------ |
| 1    | Carlos Bacca      | Colombie    | Club Bruges KV    | 25   | 1         | 35     |
| 2    | Dieumerci Mbokani | RD Congo    | RSC Anderlecht    | 19   | 1         | 27     |
| 2    | Ebrahima Sawaneh  | Gambie      | OH Louvain        | 19   | 8         | 34     |
| 4    | Ilombe Mboyo      | Belgique    | KAA La Gantoise   | 18   | 4         | 30     |
| 5    | Jelle Vossen      | Belgique    | KRC Genk          | 17   | 1         | 32     |
| 5    | Mbaye Leye        | Sénégal     | SV Zulte-Waregem  | 17   | 5         | 35     |
| 5    | Maxime Lestienne  | Belgique    | Club Bruges KV    | 17   | 0         | 38     |
| 8    | Imoh Ezekiel      | Nigeria     | Standard de Liège | 16   | 0         | 32     |
| 9    | Franck Berrier    | France      | SV Zulte-Waregem  | 14   | 1         | 38     |
| 10   | Jérémy Perbet     | France      | RAEC Mons         | 12   | 2         | 21     |
| 10   | Nicklas Pedersen  | Danemark    | FC Malines        | 12   | 0         | 25     |
| 10   | Tom De Sutter     | Belgique    | RSC Anderlecht    | 12   | 0         | 31     |
| 10   | Mustapha Jarju    | Gambie      | RAEC Mons         | 12   | 1         | 36     |
| 10   | Hamdi Harbaoui    | Tunisie     | KSC Lokeren       | 12   | 0         | 37     |

### Meilleurs passeurs
| Rang | Nom                | Nationalité | Équipe         | Passes | Matchs |
| ---- | ------------------ | ----------- | -------------- | ------ | ------ |
| 1    | Milan Jovanović    | Serbie      | RSC Anderlecht | 13     | 33     |
| 2    | Víctor Vázquez     | Espagne     | Club Bruges KV | 10     | 28     |
| 3    | Alessandro Cordaro | Belgique    | FC Malines     | 9      | 34     |
| 3    | Carlos Bacca       | Colombie    | Club Bruges KV | 9      | 35     |
| 3    | Thomas Buffel      | Belgique    | KRC Genk       | 9      | 39     |

## Parcours en Coupe d'Europe
Le parcours des clubs belges en UEFA est important puisqu'il détermine le coefficient UEFA, et donc les futures places en coupes d'Europe des différents clubs belges.
| Club             | Compétition         | Tour d'entrée                       | Résultat                            | Dernier(s) adversaire(s) | Dernier(s) adversaire(s) | Dernier(s) adversaire(s) | Résultats en Phase de groupes | Résultats en Phase de groupes | Résultats en Phase de groupes | Résultats en Phase de groupes | Résultats en Phase de groupes | Résultats en Phase de groupes |
| Club             | Compétition         | Tour d'entrée                       | Résultat                            | Dernier(s) adversaire(s) | Dernier(s) adversaire(s) | Dernier(s) adversaire(s) | Pts                           | G                             | N                             | P                             | Bp                            | Bc                            |
| ---------------- | ------------------- | ----------------------------------- | ----------------------------------- | ------------------------ | ------------------------ | ------------------------ | ----------------------------- | ----------------------------- | ----------------------------- | ----------------------------- | ----------------------------- | ----------------------------- |
| R. SC Anderlecht | Ligue des champions | 3e tour de qualification            | 4e en phase de groupes              | Malaga CF                | AC Milan                 | Zénith Saint-Pétersbourg | 5                             | 1                             | 2                             | 3                             | 4                             | 9                             |
| Club Brugge KV   | Ligue des champions | éliminé au 3e tour de qualification | éliminé au 3e tour de qualification | FC Copenhague            | FC Copenhague            | FC Copenhague            |                               |                               |                               |                               |                               |                               |
| Club Brugge KV   | Ligue Europa        | Barrages                            | 4e en phase de groupes              | Bordeaux                 | Newcastle United         | CS Marítimo              | 4                             | 1                             | 1                             | 4                             | 6                             | 11                            |
| KRC Genk         | Ligue Europa        | 3e tour de qualification            | éliminé en 16e de finale            | VfB Stuttgart            | VfB Stuttgart            | VfB Stuttgart            | 12                            | 3                             | 3                             | 0                             | 9                             | 4                             |
| KSC Lokeren      | Ligue Europa        | éliminé en Barrages                 | éliminé en Barrages                 | Viktoria Plzeň           | Viktoria Plzeň           | Viktoria Plzeň           |                               |                               |                               |                               |                               |                               |
| La Gantoise      | Ligue Europa        | 2e tour de qualification            | éliminé au 3e tour de qualification | Videoton                 | Videoton                 | Videoton                 |                               |                               |                               |                               |                               |                               |

Le classement UEFA de la fin de saison 2012-2013 donne le classement et donc la répartition et le nombre d'équipes pour les coupes d'Europe de la saison 2014-2015.
| Rang 2013 | Rang 2012 | Évolution | Ligue    | 2008-2009 | 2009-2010 | 2010-2011 | 2011-2012 | 2012-2013 | Coefficient | Places en LC | Places en LC | Places en LC | Places en LC | Places en LC | Places en LE | Places en LE | Places en LE | Places en LE |
| Rang 2013 | Rang 2012 | Évolution | Ligue    | 2008-2009 | 2009-2010 | 2010-2011 | 2011-2012 | 2012-2013 | Coefficient | PG           | TB           | T3           | T2           | T1           | TB           | T3           | T2           | T1           |
| --------- | --------- | --------- | -------- | --------- | --------- | --------- | --------- | --------- | ----------- | ------------ | ------------ | ------------ | ------------ | ------------ | ------------ | ------------ | ------------ | ------------ |
| 9         | 8         | -1        | Pays-Bas | 6,333     | 9,416     | 11,166    | 13,600    | 4,214     | 44,729      | 1            | 0            | 1            | 0            | 0            | 2            | 1            | 1            | 0            |
| 10        | 11        | +1        | Turquie  | 7,000     | 7,600     | 4,600     | 5,100     | 10,200    | 34,500      | 1            | 0            | 1            | 0            | 0            | 1            | 1            | 1            | 0            |
| 11        | 12        | +1        | Belgique | 4,500     | 8,700     | 4,600     | 10,100    | 6,500     | 34,400      | 1            | 0            | 1            | 0            | 0            | 1            | 1            | 1            | 0            |
| 12        | 10        | -2        | Grèce    | 6,500     | 7,900     | 7,600     | 7,600     | 4,400     | 34,000      | 1            | 0            | 1            | 0            | 0            | 1            | 1            | 1            | 0            |
| 13        | 14        | +1        | Suisse   | 2,900     | 5,750     | 5,900     | 6,000     | 8,375     | 28,925      | 0            | 0            | 2            | 0            | 0            | 1            | 1            | 1            | 0            |

| Rang 2013 | Rang 2012 | Évolution | Club              | 2008-2009 | 2009-2010 | 2010-2011 | 2011-2012 | Coefficient 2012-2013 | Coefficient 2012-2013 | Coefficient 2012-2013 | Coefficient 2012-2013 | Coefficient 2012-2013 | Coefficient 2012-2013 | Coefficient 2012-2013 | Coefficient 2012-2013 | Coefficient 2012-2013 | Coefficient UEFA 2013 |
| Rang 2013 | Rang 2012 | Évolution | Club              | 2008-2009 | 2009-2010 | 2010-2011 | 2011-2012 | Vq                    | Nq                    | Dq                    | V                     | N                     | D                     | Bonus                 | Total                 | Rang                  | Coefficient UEFA 2013 |
| --------- | --------- | --------- | ----------------- | --------- | --------- | --------- | --------- | --------------------- | --------------------- | --------------------- | --------------------- | --------------------- | --------------------- | --------------------- | --------------------- | --------------------- | --------------------- |
| 48        | 45        | -3        | Standard de Liège | 10,900    | 17,740    | 0,920     | 15,020    | 0                     | 0                     | 0                     | 0                     | 0                     | 0                     | 0                     | 1,300                 | -                     | 45,880                |
| 51        | 41        | -10       | RSC Anderlecht    | 0,900     | 14,740    | 5,920     | 14,020    | 3                     | 0                     | 1                     | 1                     | 2                     | 3                     | 4                     | 9,300                 | 49                    | 44,880                |
| 63        | 61        | -2        | Club Bruges       | 6,900     | 11,740    | 3,920     | 10,020    | 2                     | 1                     | 1                     | 1                     | 1                     | 4                     | 0                     | 4,300                 | 71                    | 36,880                |
| 77        | 108       | +31       | Racing Genk       | 0,900     | 3,240     | 2,420     | 9,020     | 3                     | 0                     | 1                     | 3                     | 4                     | 1                     | 0                     | 11,300                | 42                    | 26,880                |
| 125       | 133       | +8        | La Gantoise       | 0,900     | 2,740     | 5,920     | 2,020     | 2                     | 0                     | 2                     | 0                     | 0                     | 0                     | 0                     | 2,300                 | 104                   | 13,880                |
| 169       | -         |           | KSC Lokeren       | 0,900     | 1,740     | 0,920     | 2,020     | 1                     | 0                     | 1                     | 0                     | 0                     | 0                     | 0                     | 2,800                 | 90                    | 8,380                 |

## Bilan de la saison
| Championnat de Belgique de football 2012-2013 |                                                                |
| Champion                                      | RSC Anderlecht (32e titre)                                     |
| Dauphin                                       | SV Zulte Waregem                                               |
| Coupes et trophées                            |                                                                |
| Vainqueur de la Coupe de Belgique 2012-2013   | KRC Genk                                                       |
| Vainqueur de la Supercoupe de Belgique 2012   | RSC Anderlecht                                                 |
| Qualifications continentales                  |                                                                |
| Ligue des champions de l'UEFA 2013-2014       | RSC Anderlecht (Phase de poule)                                |
| Ligue des champions de l'UEFA 2013-2014       | SV Zulte Waregem (3e tour de qualification pour non-champions) |
| Ligue Europa 2013-2014                        | KRC Genk (Barrages)                                            |
| Ligue Europa 2013-2014                        | Club Bruges KV (3e tour de qualification)                      |
| Ligue Europa 2013-2014                        | Standard de Liège (2e tour de qualification)                   |
| Promotions et relégations                     |                                                                |
| Promus en Jupiler Pro League (D1)             | KV Oostende                                                    |
| Relégués en Belgacom League (D2)              | K. Beerschot AC                                                |